# 布赖恩·约瑟夫
布赖恩·D·约瑟夫（英語：Brian D. Joseph，1951年11月22日—），1973年在耶鲁完成语言学本科学位，先后在1976和1978年在哈佛完成语言学硕士和博士学位。
自1979年以来任职于俄亥俄州立大学，是美国历史语言学家，研究领域包括历史语言学、变形理论、接触语言学、社会语言学、希腊历史语言演变、巴尔干语言学、阿尔巴尼亚语言学，梵文，印欧语言学。
将于2019年任职美国语言学会主席。